# James-scooters
De James-scooters zijn twee scootermodellen die het Britse merk James produceerde aan het begin van de jaren zestig.

## Voorgeschiedenis
James, gevestigd in Birmingham, produceerde al sinds 1901 fietsen en motorfietsen. Na de Tweede Wereldoorlog waren dat uitsluitend lichte tweetakten van 98- tot 250 cc. In 1951 was James toegevoegd aan het AMC-concern, waar inmiddels ook AJS, Matchless, Norton en Francis-Barnett deel van uitmaakten. De Britse industrie had al pogingen gedaan om toe te treden tot de lucratieve scootermarkt, maar zonder succes: de Italiaanse Vespa en Lambretta-scooters beheersten ook de Britse markt. AMC had nog nooit scooters geproduceerd, terwijl de concurrerende BSA-Groep (Ariel, BSA, New Hudson, Sunbeam en Triumph) in 1958 de Triumph Tigress en de BSA Sunbeam-scooters had gelanceerd.

## James-scooters

### 1960-1964: James SC1
In 1960 bracht AMC ook een scooter op de markt, onder de vlag van James, de James SC1. De hoofdkleur van de scooter was wit ("Old English White"), met de achterwielkasten en de voetenplank in een afwijkende kleur, "Peacock Blue" of "Devon Red". In 1961 werd het kleurenschema aangepast met Old English White en "Astral Blue". De wielen en wielnaven, de snelheidsmeteraandrijving en de luchtfilterkap waren zilverkleurig, de stuurschakelaars, de koplamprand, de vooras en het zadelslot waren verchroomd. Het stuur zelf was in de hoofdkleur Old English White gespoten. De machine werd aangedreven door een eigen motor, de AMC 15H en had drie versnellingen. Ze had deels een buisframe, deels een plaatframe. Ze had een schommelvoorvork met torsievering en achter een (waarschijnlijk ook torsiegeveerde) swingarm met twee hydraulische dempers.

### 1961-1964: James SC4
In 1961 verscheen de SC4, een tweede versie die naast de SC1 bleef bestaan en als enige verschil vier versnellingen had. 
De productie van alle James-scooters eindigde in 1964.